# 郭永健
郭永健（英語：Steven Kwok Wing-kin，1986年11月30日—），已婚，育有一女，祖籍廣東揭陽，現任工黨主席及工黨創黨黨員，左翼21成員。曾擔任工黨副秘書長、秘書長。因有一名雙胞胎兄長而有細孖稱號。

## 背景
1998年－2005年就讀浸信會呂明才中學，高考成績為2A2B，後來入讀香港大學建築系，後來退學並重新申請入讀經濟及金融系。郭永健活躍於學生活動，曾擔任香港大學大學堂宿生會時事秘書、香港大學學生會大學事務秘書、香港大學學生會評議會評議員、香港大學學生會會長、香港大學校董會及校務委員會成員、香港專上學生聯會常務委員會成員及香港專上學生聯會常務委員會主席。

## 選舉經歷

### 參與五區公投運動
曾經與黃永志、周澄、陳倩瑩等大專院校學生組織大專2012參與2010年五區公投，並出選立法會新界西選區。

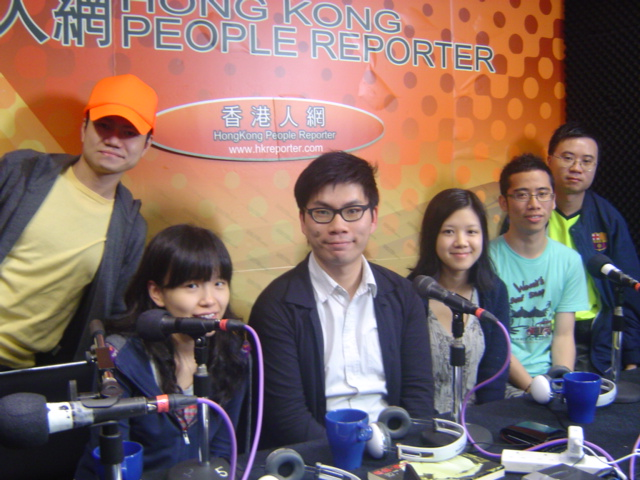
「大專2012」周澄、郭永健，嶺大學生會張彥子、何鴻興，出席網台節目：《五區公投》第10集，香港人網，2010年4月10日。

### 參選2012年立法會選舉
2012年香港立法會選舉，張超雄與郭永健合組名單，代表工黨出選立法會新界東選區，得到39650票，張超雄成功當選及重返香港立法會。

### 勝出2015年大埔區議會新富選區補選
2015年7月20日，郭永健於大埔區議會新富選區補選中以1392票擊敗得1147票的建制派何萬傑及得1111票的前新富選區區議員羅舜泉兒子羅曉楓成功當選，成為工黨成立以來首名區議員。

### 參選2015年區議會選舉
2015年10月8日，「創新大埔」參選大會，工黨秘書長郭永健及大埔第九區發展關注組發言人任萬全、大埔社區學堂創辦人鄭煒組成「創新大埔」，參選大埔區議會，帶着「社區創新」理念向守舊霸權宣戰。
2015年香港區議會選舉競逐連任落敗（得2062票，敗於得2445票的羅曉楓）。

### 參與2018年香港立法會補選民主派初選
2017年12月，郭永健參與民主派初選，接受訪問時表示無理由為了議席而拋棄左翼理念。他不認為工黨成員身分及自己的左翼信念會趕客，並表示在可見的未來，香港的貧富懸殊與財富壟斷的問題只會愈來愈嚴重，覺得香港人會懂得選擇，結果他雖然獲得主要民主派政黨包括民主黨及香港眾志的支持，但最後在初選投票敗給新民主同盟的范國威。

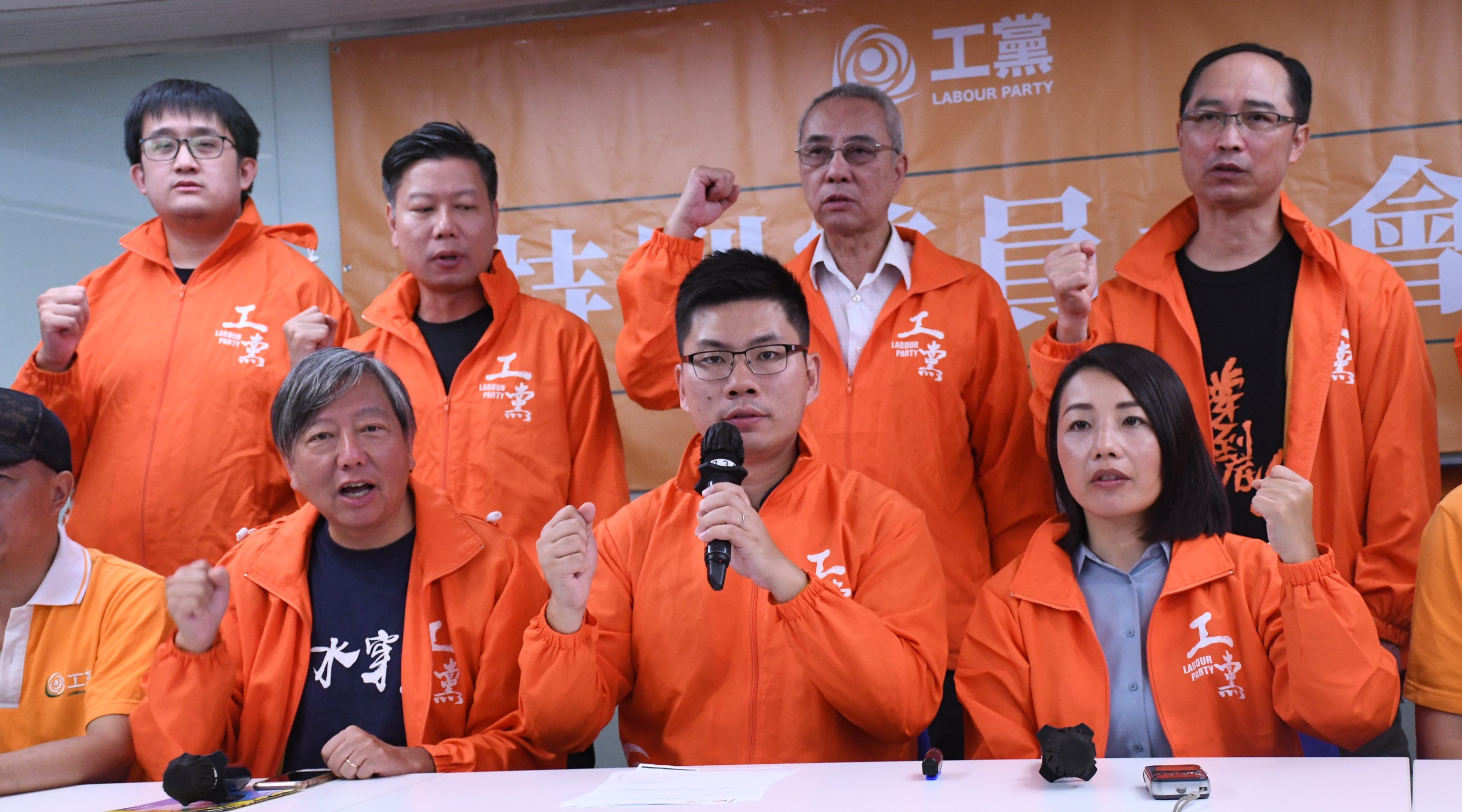
郭永健於工黨記者會宣佈推薦劉小麗（前排右）參與2018年11月香港立法會九龍西地方選區補選，左為李卓人

## 新界東地區工作
2016年3月9日，郭永健以增選委員的身份參與大埔區議會環境、房屋及工程委員會，就大埔第九區公屋發展等提出問題。郭永健質問房屋署會否設置街市，官員只回答零售設施已包括了大型超市。
2016年3月16日，林村廣場擴建事件，郭永健批評區議會只於2013年進行一次諮詢，居民在事後透過宣傳海報才得知相關計劃。亦表示，過往廣場只用作舉辦盤菜宴，使用率低，質疑擴建的需要。
2016年3月24日，郭永健協助幾十名古洞居民，在國際金融中心大樓抗議恒基地產強拆毁家。
2016年4月4日，郭永健到大埔馬窩違規龕場忠和精舍，視察其對居民的影響。

## 要求丁屋截龍
2018年5月12日，工黨在「活用新界土地」研討會前請願，要求土地供應專責小組重新審視現行丁屋政策，為丁屋政策截龍，以釋放空置地興建公營房屋。工黨主席郭永健表示，丁屋政策只是過渡措施，認為丁屋問題不能無了期存在。

## 因抗議港鐵而遭檢控
2019年10月23日，郭永健於九龍塘站抗議案，港鐵上訴，高等法院判港鐵上訴得直，沒有遵從指示罪改判罪成，以及未經批准派發物品罪成判罰款。

## 其他抗爭事件
2011年8月18日，郭永健與10多名畢業生抗議，批評港大邀請李克強作嘉賓，是政治獻媚，有辱港大精神。郭永健在典禮開始前要求校長徐立之接收請願信不果，徐在慶典結束後走向校友與他們對話。期間前學生會會長郭永健拿着麥克風，批評校方安排李出席閉門慶典，學生聲音則被排除在外。2011年8月26日，港大自由燭光集會結束後，郭永健與逾300名身穿黑衣的遊行人士由港大遊行至西區警署，並代表遞交請願信，要求警方道歉、警務處長曾偉雄下台。
2015年11月29日，郭永健跟隨工黨及其他團體，於中環對開海濱舉行集會活動，宣揚減排責任，要求落實環保減排。
2016年1月31日，郭永健連同其他團體，要求修改交通條例中對動物的定義，而發起遊行。遊行的訴求是要向立法會要求就香港法例第374章《道路交通條例》7節56條4項中，有關動物種類加上貓、狗、𤠣子。因現時交通條例中的動物定義範圍狹窄，並不能保護所有的動物。
2018年1月11日，工黨主席郭永健等人灣仔警察總部報案，指鄭若驊與銀行所簽訂的按揭文件未提及單位有地庫，涉嫌向銀行作出虛假陳述及使用虛假文書，要求警方調查。 
2019年3月14日，工黨主席郭永健上去信保安局，要求根據《公開資料守則》公開4,500份關於《逃犯條例》的修訂意見書，惟遭政府拒絕。期後，工黨分別去信保安局局長及申訴專員公署，要求覆核決定及調查保安局有否違反《公開資料守則》。